# Isuzu Astra Motor Indonesia
PT. Isuzu Astra Motor Indonesia ist ein Automobil- und Nutzfahrzeughersteller mit Sitz in Jakarta, Indonesien.

## Geschichte
Das erste indonesische Reparatur- und Ersatzteilgeschäft für Isuzu wurde 1943 eröffnet. Im Jahr 1962 schloss das staatliche Handelsunternehmen Pantja Niaga einen Exklusivvertrag mit Isuzu. Der Automobilbereich bon Pantja Niaga wurde 1974 ausgegliedert und PT. Pantja Motors gegründet. Es war ein Joint Venture zwischen PT. Arya Khariama (65 %), Isuzu (12,5 %), Itochu (12,5 %) und PT Perusahaan Perdagangan Indonesia (Persero) (PPI) (10 %). PT. Arya Khariama ist eine 100-prozentige Tochtergesellschaft von P.T. Astra International Tbk.
Im Jahr 2008 erhöhte Isuzu sowohl im Februar als auch im April seine Beteiligung auf zuerst 40 und dann auf 44,94 %. Gleichzeitig wurde das Unternehmen in Isuzu Astra Motor Indonesia umbenannt. Für das Jahr 2016 wurde bei einer theoretischen Produktionskapazität von 53.000 Einheiten ein Vertrieb von 17.000 Fahrzeugen angegeben.

## Modelle
Zu den produzierten Modellen gehören die F-Serie, die N-Serie sowie der Panther. Seit April 2018 wird der speziell für Schwellenmärkte entwickelte Isuzu Traga hergestellt.

## Weitere Beteiligungen
Isuzu ist in Indonesien an weiteren Unternehmen im Automobilbereich beteiligt:
| Name                                    | Gründung | Produktion                         | Beteiligung |
| --------------------------------------- | -------- | ---------------------------------- | ----------- |
| P.T. Mesin Isuzu Indonesia (MII)        | 1983     | Dieselmotoren und zugehörige Teile | 36,7 %      |
| P.T. TJForge Indonesia                  | 2013     | Schmiedeteile                      | 35 %        |
| P. T. Asian Isuzu Casting Center (AICC) | 1997     | Gussteile                          | 8,4 %       |